# Jeszenszky Árpád
Jeszenszky Árpád (Nagykikinda, 1896. május 20. – Budapest, 1988. július 11.) mezőgazdász, egyetemi tanár, a mezőgazdasági tudomány doktora (1985).

## Élete
A budapesti Kertészeti Tanintézetben okleveles kertész (1918), a Budapesti Tudományegyetemen államtudományi doktori, a budapesti Kertészeti Akadémián kertészeti tanári oklevelet szerzett. 1919-ben Tata-Tóvárosban kerületi kertészeti biztos, majd a budapesti Kertészeti Tanintézet gondnoka. 1921-1923-ban az Országos Selyemtenyésztési Felügyelőség selyemtenyésztési felügyelője Füzesabonyban és Szekszárdon. 1923–1947 között a Földművelésügyi Minisztérium Selyemtenyésztési Igazgatóságának főfelügyelője, a kertészet-méhészet, selyemtenyésztési, majd a kertészeti ügyosztály vezetője. 1945-ben különbözeti vizsga letételével megkapta a Kertészeti és Szőlészeti Főiskola oklevelét. 1947–1949-ben az Agrártudományi Egyetem Keszthelyi Osztályán a kertészeti tanszék vezetője, 1949–1957 között a keszthelyi Nyugat-dunántúli Mezőgazdasági Kísérleti Intézet osztályvezetője. 1957-ben nyugalomba vonult. Mint nyugdíjas a Keszthelyi Mezőgazdasági Akadémia megbízott előadója és tanszékvezetője volt.
1927-1933-ban a Kertészet című szakfolyóirat szerkesztője, 1934-1944 között a Magyar Gyümölcs című szaklap felelős szerkesztője. A két világháború között a kertészeti szakigazgatás kérdéseivel foglalkozott. Sokat tett az üzemi gyümölcstermesztés kialakítása, szervezése, valamint a gyümölcsfeldolgozás és -értékesítés fejlesztése terén. 1945 után a kertészeti kutatás és oktatás területén működött. Megkapta az Entz Ferenc-emlékérmet (1976).

## Művei
- Gyümölcsfák metszése (Bp., 1942)
- Gyümölcsfák ápolása (Bp., 1943)
- Útmutató a gyümölcs és zöldségfélék értékesítésére (Bp., 1944)
- Déligyümölcsfélék termesztése hazánkban. Budapest: Mezőgazdasági Kiadó (1968)
- Oltás, szemzés, dugványozás (Bp., 1957, szlovákul Pozsony, 1968)
- A gyümölcsfák metszése képekben (Bp., 1958)
- Gyümölcstermesztés (szakközépisk. tank., Bp., 1961)
- Zöldségtermesztés képekben (Bp., 1963, 1965)
- A füge (társszerző, Bp., 1963)
- Az eperfa (Bp., 1972)
- Kertjeink védelmében (Bp., 1972.)